# Hotel Hermitage Monte Carlo
El Hotel Hermitage Monte Carlo (en francés: Hôtel Hermitage Monte-Carlo) es un prestigioso y lujoso palacio de estilo Belle Époque en el corazón de Monte Carlo en Mónaco en la Riviera francesa. Pertenece a la Société des Bains de Mer de Mónaco. Fue construido en el año 1890 y 1896 el arquitecto Nicolas Marquet con la participación de Gustave Eiffel. 
El Hotel Hermitage Monte-Carlo tiene vistas al Puerto de Mónaco y el mar Mediterráneo. Se clasifica como monumento. 
Es parte de los palacios de élite en Mónaco con el Hôtel de Paris Monte-Carlo, el Monte-Carlo Beach y el Monte-Carlo Bay Hotel & Resort.